# Hodejov
Hodejov este o comună slovacă, aflată în districtul Rimavská Sobota din regiunea Banská Bystrica. Localitatea se află la altitudinea de 196 m deasupra n.m., se întinde pe o suprafață de 17,25 km2 și în 2017 număra 1.599 de locuitori. Se învecinează cu comuna Gemerček.

## Istoric
Localitatea Hodejov este atestată documentar din 1280.

## Demografie
| An:                | 1994 | 2004   | 2014    | 2024   |
| ------------------ | ---- | ------ | ------- | ------ |
| Număr de persoane: | 1319 | 1379   | 1637    | 1513   |
| Diferență:         |      | +4,54% | +18,70% | −7,57% |

| An:                | 2023 | 2024   |
| ------------------ | ---- | ------ |
| Număr de persoane: | 1509 | 1513   |
| Diferență:         |      | +0,26% |